# Подрхтавање 2: Нови удар
Подрхтавање 2: Нови удар (енгл. Tremors 2: Aftershocks) амерички је вестерн хорор филм са елементима комедије из 1996. године, редитеља и сценаристе С. С. Вилсона, са Фредом Вордом, Кристофером Гартином, Хелен Шајвер, Марселом Тубертом и  Мајклом Гросом у главним улогама. Представља наставак филма Подрхтавање (1990), а једини чланови глумачке поставе који се враћају из оригинала су Фред Ворд, као Ерл Басет, и Мајкл Грос, као Берт Гамер.
Снимање се одвијало почетком 1994. у Валенсији, Калифорнија и трајало је 27 дана. Продукцијска кућа Јуниверсал пикчерс дистрибуирала је филм директно на видео 9. априла 1996. Добио је претежно позитивне рецензије, док су га поједини критичари назвали „најбољим наставком хорор филмова који је дистрибуиран директно на видео”. Био је номинован и за Награду Сатурн за најбоље видео издање.
Године 2001. снимљен је нови наставак под насловом Подрхтавање 3: Повратак у Перфекшн.

## Радња
Неколико година након догађаја из претходног дела, Вал Маки је оженио Ронду Лебек и одселио се, док је Ерл Басет потрошио своје богатство на пропали ранч нојева. Власник фабрике нафте у Чијапасу, Карлос Ортега, позива Ерла да убије велике црве, „грабоиде”, који у последње време тероришу његове раднике. Пошто Ерл не може сам да изађе са њима на крај, у помоћ позива старог пријатеља Берта Гамера.

## Улоге
| Глумац            | Улога                |
| ----------------- | -------------------- |
| Фред Ворд         | Ерл Басет            |
| Кристофер Гартин  | Грејди Хувер         |
| Хелен Шајвер      | др Кејт „Вајт” Рајли |
| Мајкл Грос        | Берт Гамер           |
| Марсело Туберт    | Карлос Ортега        |
| Марко Ернандез    | Хулио                |
| Хосе Росарио      | Педро                |
| Томас Росалес мл. | радник               |